# The Tracey Ullman Show
The Tracey Ullman Show byla americká televizní varietní show, vysílaná pravidelně každý týden od 5. dubna 1987 až do 26. května 1990 na stanici Fox. Show moderovala britská komička a někdejší popová zpěvačka Tracey Ullmanová.
V pořadu se poprvé objevila ve vlastní sérii krátkých skečů animovaná rodina Simpsonových, která si díky zdejšímu úspěchu vysloužila vlastní seriál Simpsonovi, vysílaný od roku 1989.

## Obsazení
| Tracey Ullman       | / různé postavy                              |
| Sam McMurray        | sebe sám / různé postavy                     |
| Anna Levine         | sebe sama / různé postavy                    |
| Dan Castellaneta    | sebe sám / Homer Simpson / různé postavy     |
| Julie Kavnerová     | sebe sama / Marge Simpsonová / různé postavy |
| Nancy Cartwrightová | Bart Simpson                                 |
| Yeardley Smithová   | Líza Simpsonová                              |